# Gauna
Gauna es un concejo del municipio de Iruraiz-Gauna, en la provincia de Álava, España. 

## Toponimia
En el año 1025 en la Reja de San Millán, consta como Garonna.Otras denominaciones que ha tenido son Gavna (1503), Gaunarabidea (1548), .

## Geografía física
Está situado en una llanura, al noreste del término municipal de Iruraiz-Gauna, en la orilla izquierda del arroyo Kalderiturri. Se asienta sobre terreno constituido por micritas arcillosas y limosas. La zona sur es la más montañosa, oscilando sus alturas entre 1.066 y 700 m.
|                 | Norte: Alegría-Dulantzi |                     |
| Oeste: Erenchun |                         | Este: Acilu y Adana |
|                 | Sur: Azáceta            |                     |

## Despoblado
Forma parte del concejo una fracción del despoblado de:
- Alborcoin.[4]

## Historia
Gauna fue una villa de señorío, perteneciente a los condes de Ayala. Atanasio de Ayala se la vendió a Diego de Salvatierra. Los sucesores de este tomaron a principios del siglo XVIII el título de marqueses de Gauna.  La villa pagaba al marqués 22 reales por razón de alcabala.[cita requerida]
Hacia mediados del siglo XIX, el lugar, por entonces con ayuntamiento propio, tenía contabilizada una población de 124 habitantes. Aparece descrito en el octavo volumen del Diccionario geográfico-estadístico-histórico de España y sus posesiones de Ultramar de Pascual Madoz, bajo el epígrafe de «Gaun», con las siguientes palabras:

GAUN: v. en la prov. de Alava (á Vitoria 2 1/2 leg.), part. jud. de Salvatierra (1 1/2), c. g. de las Provincias Vascongadas, aud. terr. de Burgos (22 1/2), dióc. de Calahorra (12): es cab. de ayunt. y lo forma con Herenchun: sit. en llano y á la falda de un monte que le domina por S.; clima frio y sano; combatido por el viento N. Tiene 24 casas, la municipal con carcel; escuela concurrida por 26 alumnos de ambos sexos y dotada con 24 fan. de trigo; igl. parr. (San Esteban), servida por dos beneficiados perpetuos, uno de ellos con titulo de cura, y por un sacristan; cementerio contiguo á la misma; una ermita dedicada á San Vitor, propiedad del pueblo, y una fuente dentro de la pobl. ademas de otras varias en el térm., todas de aguas blandas. Confina N. Alegria; E. Adana; S. Azazeta, y O. Herendiun, estendiéndose su jurisd. 1 leg. de N. á S., y 1/2 de E. á O. El terreno es arcilloso, bueno para trigo; le bañan varios arroyos que bajan del monte y entran en el r. Alegria: el espresado monte que lleva el nombre del pueblo, cria hayas, robles y espinos albares. Los caminos son locales. El correo se recibe de Vitoria por la balija de Alegria. prod.: trigo, maiz, cebada, avena, yeros, mijo, patatas, lino, cáñamo y todo género de legumbres; cria ganado vacuno, caballar, cabrio y de cerda; caza de perdices, codornices y liebres. ind.: un molino. comercio: esportacion de trigo, maiz y mistos. pobl.: 25 vec., 124 alm. riqueza y contr. (V. Salvatierra part. jud.) El presupuesto municipal asciende á 500 rs. y se cubre por reparto vecinal.
(Madoz, 1847, p. 335)

El 5 de febrero de 1967 el entonces municipio se fusionó con Iruraiz para formar el nuevo municipio de Iruraiz-Gauna, del que pasó a ser concejo. En 2022, tenía empadronados 75 habitantes.

## Demografía

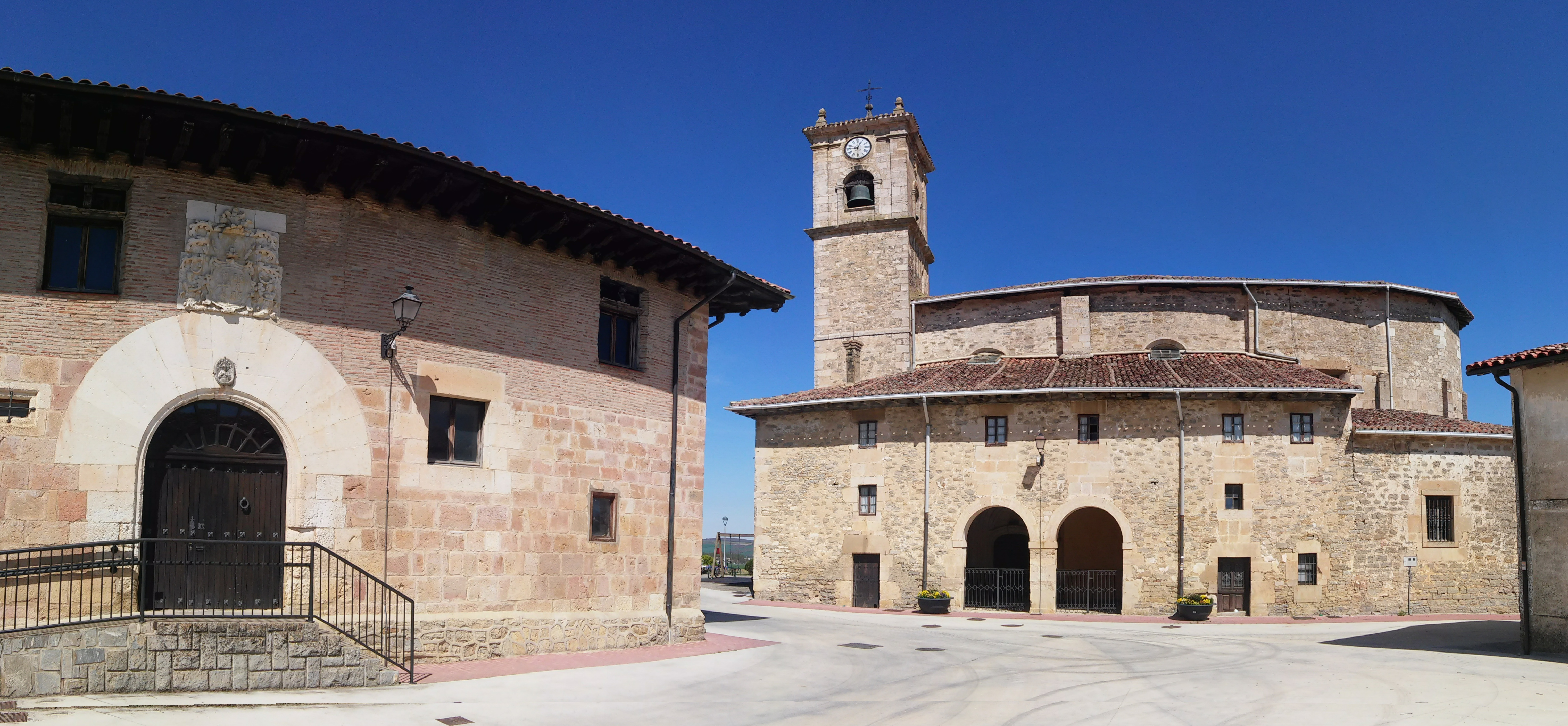
Centro social e Iglesia de San Esteban

| Gráfica de evolución demográfica de Gauna entre 1842 y 1960 |
| |
| Población de derecho según los censos de población del INE Población de hecho según los censos de población del INEEntre el censo de 1970 y el anterior, este municipio desaparece porque se agrupa en el municipio 01027 (Iruraiz Gauna) |

| Gráfica de evolución demográfica de Gauna entre 2000 y 2017 |
|                                                             |
| Población de derecho según los censos de población del INE. |

## Cultura

### Patrimonio material
- Iglesia de San Esteban.[5]
- Juego de bolos desaparecido situado junto a la iglesia y a la escuela.[11]
- Crucero situado al sur y delante de la iglesia.[12]
- Centro social.[13]
- Fuente vieja, situada a las afueras del concejo hacia el sur.[14]
- Antiguo lavadero en ruinas, situado a escasos metros de la fuente vieja que lo alimentaba.[15]
- Fuente-abrevadero-lavadero Pilloreta.[16]
- Molino que se halla en mal estado habiendo desaparecido algunos de los componentes de su sistema hidráulico, la presa y canal.[17]
- Ermita de San Vítor.[18]

### Patrimonio inmaterial
- Las fiestas se celebran el primer sábado de junio, siendo su patrón San Vitor de Gauna. Se sube a misa a San Vítor y luego hay una comida popular en Gauna.[19]